# Sor Verónica
María José Berzosa Martínez, mais conhecida como Sor (Irmã) Verónica (Aranda de Duero, Burgos, 27 de agosto de 1965) é uma freira católica espanhola, fundadora do instituto religioso contemplativo Iesu Communio.

## Biografia
Depois de abandonar a carreira médica, ingressou no Mosteiro da Ascensão de Nosso Senhor de Lerma em 1984  e dez anos depois foi nomeada mestra de noviças, dada a sua contribuição para o notável aumento das vocações dos jovens que desejavam ingressar o convento. 
Em 2009 foi nomeada abadessa das Clarissas do mosteiro autônomo da Ascensão de Nosso Senhor de Lerma.  Posteriormente, foi autorizada a divisão do mosteiro em duas localidades, estabelecendo-se também num convento em La Aguilera ( Burgos ). 
No dia 8 de dezembro de 2010 foi criado o instituto religioso de direito pontifício Iesu Communio, através da transformação do mosteiro autônomo da Ascensão de Lerma, e Irmã Verónica foi reconhecida como fundadora e superiora geral.  Desde 2015, Iesu Communio tem como casa mãe o convento La Aguilera, depois de os seus últimos ocupantes terem abandonado o mosteiro Ascensión de Nuestro Señor de Lerma. 
Irmã Verónica é irmã do Bispo Raúl Berzosa.